# Liste der Kulturgüter in Ostermundigen
Die Liste der Kulturgüter in Ostermundigen enthält alle Objekte in der Gemeinde Ostermundigen im Kanton Bern, die gemäss der Haager Konvention zum Schutz von Kulturgut bei bewaffneten Konflikten, dem Bundesgesetz vom 20. Juni 2014 über den Schutz der Kulturgüter bei bewaffneten Konflikten sowie der Verordnung vom 29. Oktober 2014 über den Schutz der Kulturgüter bei bewaffneten Konflikten unter Schutz stehen.
Objekte der Kategorie A sind im Gemeindegebiet nicht ausgewiesen, Objekte der Kategorie B sind vollständig in der Liste enthalten, Objekte der Kategorie C fehlen zurzeit (Stand: 31. März 2024). Unter übrige Baudenkmäler sind geschützte Objekte zu finden, die im Bauinventar des Kantons Bern als «schützenswert» verzeichnet sind.

## Kulturgüter
| Foto |                                                                     | Objekt                                   | Kat. | Typ | Standort                                    | Beschreibung |
| ---- | ------------------------------------------------------------------- | ---------------------------------------- | ---- | --- | ------------------------------------------- | --- |
| ja   | Datei hochladen · Wikidata zu Landsitz Rothus (Q15108572)           | Landsitz Rothus KGS-Nr.: 01153           | B    | G   | Bolligenstrasse 52, 52a, 54 604145 / 201795 | Im Kern aus der Zeit um 1480 stammende und anschliessend etappenweise um- und ausgebaute Campagne, die zu den am besten erhaltenen Landsitzen um Bern gehört. Prächtiger, grösstenteils rot verputzter Massivbau mit altem Mittelteil und jüngeren Seitenflügeln, integrierter Kapelle und kleinem Innenhof. Das angrenzende, um 1720 erbaute Gesindehaus ist ein schlichter, rot verputzter Massivbau unter einem Viertelwalmdach mit Lukarnen. Zur Anlage gehören auch zwei Gartenpavillons und ein Gartenhaus, die ebenfalls aus dieser Zeit stammen.                                |
| ja   | Datei hochladen · Wikidata zu Landsitz Rörswil mit Park (Q29674446) | Landsitz Rörswil mit Park KGS-Nr.: 01154 | B    | G   | Rörswilstrasse 40, 42, 44 604810 / 201635   | Im Kern aus dem 13./14. Jahrhundert stammender Landsitz, um 1546 neu erbaut und um 1720/30 grundlegend erneuert. Hervorragender, in der Anlage spätgotischer Putzbau mit weitgehend klassizistischem Erscheinungsbild von 1820/30 mit lukarnenbesetztem Vollwalmdach. Das aus dem frühen 18. Jahrhundert stammende Pächterhaus ist ein barocker Massivbau unter weit vorkragendem Mansarddach. Ebenfalls zur Anlage gehören die Gutsscheune von 1716, zwei Gartenpavillons von 1863, das Kinderspiel- und Entenhaus aus dem 3. Viertel des 19. Jahrhunderts sowie die Kapelle von 1940. |

## Übrige Baudenkmäler
| ID         | Foto |                                                                                            | Objekt                                                 | Typ | Standort                                                      | Beschreibung |
| ---------- | ---- | ------------------------------------------------------------------------------------------ | ------------------------------------------------------ | --- | ------------------------------------------------------------- | --- |
| 1025       | ja   | Datei hochladen · Wikidata zu Remise (1984/91) (Q130482604)                                | Remise (1984/91)                                       | G   | Bolligenstrasse 40 604000 / 201762                            | |
| 1025       | ja   | Datei hochladen · Wikidata zu Berge- oder Futterscheune (1984/91) (Q130482736)             | Berge- oder Futterscheune (1984/91)                    | G   | Bolligenstrasse 40a 604046 / 201734                           | |
| 1025       | ja   | Datei hochladen · Wikidata zu Stallgebäude (1984/91) (Q130485727)                          | Stallgebäude (1984/91)                                 | G   | Bolligenstrasse 40b 604004 / 201700                           | |
| 1025       | ja   | Datei hochladen · Wikidata zu Mehrzweckstall (1984/91) (Q130487460)                        | Mehrzweckstall (1984/91)                               | G   | Bolligenstrasse 40c 603973 / 201725                           | |
| 1031       | ja   | Datei hochladen · Wikidata zu Ehemalige Zollstätte und Wirtshaus (Q105668318)              | Ehemalige Zollstätte und Wirtshaus (1741)              | G   | Untere Zollgasse 99 603643 / 202050                           | |
| 1065       | ja   | Datei hochladen · Wikidata zu Ehemaliges Bauernhaus (Q105668579)                           | Ehemaliges Bauernhaus (1780)                           | G   | Bernstrasse 199 605294 / 201017                               | |
| 1065       | ja   | Datei hochladen · Wikidata zu Ehemaliges Ofen- und Waschhaus (Q105678327)                  | Ehemaliges Ofen- und Waschhaus (1784)                  | G   | Bernstrasse 199b 605258 / 201037                              | |
| 1114       | ja   | Datei hochladen · Wikidata zu Gerberhaus (Q105682071)                                      | Gerberhaus (1900)                                      | G   | Bernstrasse 63 603780 / 200801                                | |
| 1116       | ja   | Datei hochladen · Wikidata zu Ostermundigengut (1707) (Q105682158)                         | Ostermundigengut (1707)                                | G   | Wegmühlegässli 12 604280 / 200888                             | |
| 1116       | ja   | Datei hochladen · Wikidata zu Gartenpavillon (2. Viertel 18. Jh.) (Q130489243)             | Gartenpavillon (2. Viertel 18. Jh.)                    | G   | Wegmühlegässli 12a 604272 / 200903                            | |
| 1116       | ja   | Datei hochladen · Wikidata zu Brunnen (2. Viertel 18. Jh.) (Q130489488)                    | Brunnen (2. Viertel 18. Jh.)                           | K   | Wegmühlegässli N.N. 604300 / 200891                           | |
| 1140       | ja   | Datei hochladen · Wikidata zu Pförtnerhaus (um 1660) (Q130495125)                          | Pförtnerhaus (um 1660)                                 | G   | Rörswilstrasse 46 604721 / 201622                             | |
| 1140       | ja   | Datei hochladen · Wikidata zu Gutsscheune (1716) (Q130503468)                              | Gutsscheune (1716)                                     | K   | Rörswilstrasse 44 604743 / 201608                             | |
| 1140       | ja   | Datei hochladen · Wikidata zu Brunnen (1. Hälfte 19. Jh) (Q130499388)                      | Brunnen (1. Hälfte 19. Jh)                             | K   | Rörswilstrasse N.N.1 604733 / 201612                          | |
| 1140       | BW   | Datei hochladen                                                                            | Gartenpavillon (um 1900)                               | G   | Rörswilstrasse N.N.2 604887 / 201628                          | |
| 1140       | BW   | Datei hochladen                                                                            | Brücke (19. Jh.)                                       | G   | Rörswilstrasse N.N.3 604817 / 201656                          | |
| 1140       | BW   | Datei hochladen                                                                            | Brücke (19. Jh.)                                       | G   | Rörswilstrasse N.N.4 604854 / 201634                          | |
| 1140       | BW   | Datei hochladen                                                                            | Brücke (19. Jh.)                                       | G   | Rörswilstrasse N.N.5 604892 / 201615                          | |
| 1140       | BW   | Datei hochladen                                                                            | Brücke (19. Jh.)                                       | G   | Rörswilstrasse N.N.6 604896 / 201630                          | |
| 1140       | BW   | Datei hochladen                                                                            | Brücke (19. Jh.)                                       | G   | Rörswilstrasse N.N.7 604912 / 201599                          | |
| 1192       | ja   | Datei hochladen · Wikidata zu Ehemaliges Bauernhaus (Q105682543)                           | Ehemaliges Bauernhaus (um 1800)                        | G   | Schwandiweg 15, 15c 605553 / 201023                           | |
| 1192       | ja   | Datei hochladen · Wikidata zu Speicher, Schwandiweg, Ostermundigen (Q105682235)            | Speicher (um 1800)                                     | G   | Schwandiweg 15a 605513 / 201025                               | |
| 1199       | BW   | Datei hochladen                                                                            | Villa (1910)                                           | G   | Bernstrasse 35 603421 / 200619                                | |
| 1204       | BW   | Datei hochladen                                                                            | Bauernhaus (1836)                                      | G   | Schwandiweg 12 605541 / 200959                                | |
| 1204       | ja   | Datei hochladen                                                                            | Stöckli (1843)                                         | G   | Schwandiweg 14 605578 / 200963                                | |
| 1253       | BW   | Datei hochladen                                                                            | Ehemaliger Kirchenspeicher (1837)                      | G   | Hubelstrasse 7a 604020 / 200260                               | |
| 1253       | ja   | Datei hochladen · Wikidata zu Künti-Speicher (1. Hälfte 17. Jh.) (Q130506788)              | Künti-Speicher (1. Hälfte 17. Jh.)                     | G   | Hubelstrasse 7b 604005 / 200240                               | |
| 1254       | ja   | Datei hochladen · Wikidata zu Ehemaliges Schulhaus (1746) (Q130508210)                     | Ehemaliges Schulhaus (1746)                            | G   | Bühlweg 14 604004 / 200217                                    | |
| 1260       | ja   | Datei hochladen · Wikidata zu Ehemaliges Taunerhaus (Q105682649)                           | Ehemaliges Taunerhaus (1677)                           | G   | Hubelstrasse 27, 31 603948 / 199943                           | |
| 1326       | ja   | Datei hochladen · Wikidata zu Ehemaliges Bauernhaus (Q105682956)                           | Ehemaliges Bauernhaus (1827)                           | G   | Oberdorfstrasse 56, 56b 603951 / 200366                       | |
| 1326       | ja   | Datei hochladen · Wikidata zu Speicher, Oberdorfstrasse, Ostermundigen (Q105682865)        | Speicher (1689)                                        | G   | Oberdorfstrasse 56a 603934 / 200370                           | |
| 1344       | ja   | Datei hochladen                                                                            | Bauernhaus (1856/57)                                   | G   | Mitteldorfstrasse 14 603903 / 200601                          | |
| 1357       | ja   | Datei hochladen · Wikidata zu Primarschulhaus I (Q105682979)                               | Primarschulhaus I (1903)                               | G   | Bernstrasse 58 603811 / 200718                                | |
| 1357       | ja   | Datei hochladen · Wikidata zu Primarschulhaus II (Q105683329)                              | Primarschulhaus II (1938)                              | G   | Bernstrasse 60 603836 / 200757                                | |
| 1384; 1385 | ja   | Datei hochladen · Wikidata zu Doppel-Mehrfamilienhaus (1908) (Q130526144)                  | Doppel-Mehrfamilienhaus (1908)                         | G   | Obere Zollgasse 6, 8 603637 / 200618                          | |
| 1441       | BW   | Datei hochladen                                                                            | Bauernhaus (1910)                                      | G   | Dennigkofengässli 46 603865 / 199373                          | |
| 1507       | ja   | Datei hochladen · Wikidata zu Ehemaliges Bauern- und Pförtnerhaus (1800/1824) (Q130525651) | Ehemaliges Bauern- und Pförtnerhaus (1800/1824)        | G   | Bolligenstrasse 50 604103 / 201895                            | |
| 2105       | ja   | Datei hochladen · Wikidata zu Stöckli (Q105683382)                                         | Stöckli (1740)                                         | G   | Bernstrasse 197 605275 / 201003                               | |
| 2294       | ja   | Datei hochladen · Wikidata zu Ehemaliges Gesindehaus (2. Viertel 18. Jh.) (Q130491458)     | Ehemaliges Gesindehaus (2. Viertel 18. Jh.)            | G   | Wegmühlegässli 14 604309 / 200886                             | |
| 2466       | ja   | Datei hochladen · Wikidata zu Erste Guthirt-Kirche (Q56612494)                             | Erste Guthirt-Kirche (1937)                            | G   | Sophiestrasse 5 603669 / 200886                               | |
| 2494       | ja   | Datei hochladen · Wikidata zu Einfamilienhaus (1934) (Q130526521)                          | Einfamilienhaus (1934)                                 | G   | Tiefenmöslistrasse 7 603521 / 199634                          | |
| 2526       | BW   | Datei hochladen                                                                            | Garderobegebäude mit Büros (1969/70)                   | G   | Poststrasse 1 603342 / 200593                                 | Abgegangen – Rückgebaut und in Einzelteilen in Arbon eingelagert ab Dezember 2019 und ab 2020 ersetzt durch Büro-/Gewerbe-Neubau |
| 2572       | ja   | Datei hochladen · Wikidata zu Evangelisch-reformierte Kirche mit Pfarrhaus (Q55382968)     | Evangelisch-reformierte Kirche mit Pfarrhaus (1939/40) | G   | Obere Zollgasse 9, 11 603680 / 200618                         | |
| 2631       | ja   | Datei hochladen · Wikidata zu Einkaufs- und Fitnesszentrum (1989) (Q126265489)             | Einkaufs- und Fitnesszentrum (1989)                    | G   | Bernstrasse 114 604339 / 200656                               | Beton-Gebäudekomplex von 1989 von Justus Dahinden                                                                                |
| 2696       | ja   | Datei hochladen · Wikidata zu Schulanlage Rothaus (Q105694904)                             | Schulanlage Rothaus (1954/55)                          | G   | Wegmühlegässli 101, 103, 105 604287 / 201831                  | |
| 2845       | ja   | Datei hochladen · Wikidata zu Kindergarten (Q130527392)                                    | Kindergarten (1949)                                    | G   | Alpenstrasse 12, 14 603525 / 200501                           | |
| 3306       | ja   | Datei hochladen · Wikidata zu Schulanlage Mösli (Q105695247)                               | Schulanlage Mösli (1959–1968)                          | G   | Kilchgrundstrasse 25, 25a, 25b, 25c, 25d, 25e 603452 / 200937 | |
| 3881       | ja   | Datei hochladen · Wikidata zu Fabrikgebäude (1962) (Q130532462)                            | Fabrikgebäude (1962)                                   | G   | Obere Zollgasse 71 603527 / 199893                            | Industriebau von 1962 mit Buckelschalen von Heinz Isler                                                                          |
| 5413       | BW   | Datei hochladen                                                                            | Ehemaliges Ofenhaus (frühes 18. Jh.)                   | G   | Oberdorfstrasse 37b 603776 / 200477                           | |
| 7193       | ja   | Datei hochladen · Wikidata zu Bahnhof Ostermundigen (Q31454228)                            | Stationsgebäude SBB (1911/12)                          | G   | Bahnhofareal 1 603256 / 200634                                | |
| 7193       | ja   | Datei hochladen · Wikidata zu Abortgebäude des SBB-Bahnhofs (Q105702637)                   | Abortgebäude des SBB-Bahnhofs (1912)                   | G   | Bahnhofareal 1b 603255 / 200669                               | |
| 7194       | ja   | Datei hochladen · Wikidata zu Stellwerk (1912) (Q125255505)                                | Stellwerk (1912)                                       | G   | Bahnhofareal 4 603362 / 200265                                | |
| 7443       | BW   | Datei hochladen                                                                            | Gartenhaus (1924)                                      | G   | Obere Zollgasse N.N.2 603626 / 200583                         | |
| 7444       | ja   | Datei hochladen · Wikidata zu Bäuerliches Wohnhaus (Q105702902)                            | Bäuerliches Wohnhaus (1900)                            | G   | Bolligenstrasse 42 604056 / 201689                            | |
| 7447       | ja   | Datei hochladen · Wikidata zu Schützenhaus der Stadt Bern (Q105703267)                     | Schützenhaus der Stadt Bern (1926)                     | G   | Schiessplatzweg 14 / Oberfeldweg 11 604431 / 200592           | |